# ATA Airlines
ATA Airlines was een Amerikaanse low-fare- en charterluchtvaartmaatschappij met als basis Indianapolis, Indiana. ATA vloog lijndiensten vanaf Midway Airport in Chicago, Illinois richting verschillende plekken in Noord-Amerika, Azië en Europa. ATA Airlines was geheel eigendom van ATA Holdings Corp. Na een eerdere periode waarbij de maatschappij bijna failliet ging, herstelde de maatschappij nog, maar op 3 april 2008 staakte de maatschappij alle vluchten, nadat het door met name de gestegen kerosineprijzen opnieuw in de problemen was geraakt.

## Geschiedenis

### De start
ATA werd opgericht in augustus 1973 onder de naam American Trans Air (ATA) door George Mikelsons om vliegtuigen te leveren voor de Ambassadair travel club. Ambassadair is een speciale luchtvaartclub, opgericht door dezelfde George Mikelsons. Het eerste vliegtuig was een Boeing 720 genaamd "Miss Indy". In 1978 kwam er nog een Boeing 720 ("Spirit of Indiana"). ATA kreeg toestemming om passagiers te vervoeren in maart 1981, waarna ze begonnen te opereren als een chartermaatschappij met acht Boeing 707's en als basis Indianapolis.
Amtran, Inc., werd opgericht door George Mikelsons in 1984, als holding voor Ambassadair, ATA, en alle toekomstige filialen. Amtran verving de 707's met Boeing 727-100's in 1984, en voegde daar in 1985 Lockheed L-1011's aan toe. In 1985 was Amtran de grootste chartermaatschappij in Noord-Amerika. In 1986 werden er voor het eerst reguliere vluchten gevlogen tussen Indianapolis en Fort Myers. In 1989 werden er ook nog Boeing 757-200's gekocht en werd ATA ExecuJet opgericht, een onderdeel speciaal voor kleine jets.

### Uitbreiding
ATA verzorgde diensten voor het Amerikaanse leger tijdens de Eerste Golfoorlog. ATA vervoerde 108 000 militairen naar 494 missies voor Operatie Desert Storm. De 727-100's werden vervangen door Boeing 727-200's in 1993.
Vanaf 1992 was ATA vluchten gaan verzorgen vanaf Midway Airport, Chicago. Vanaf nu zou ATA reguliere vluchten door heel de Verenigde Staten verzorgen. Verder zou ATA voortaan ook naar Hawaï vliegen. Amtran en Chicago Express startten ATA Connection; een programma om regionale steden in de buurt van Chicago te verbinden. Chicago Express werd opgekocht in 1999 en werd een apart onderdeel van Amtran, Inc.
Ondertussen had Amtran een omzet van meer dan 1 miljoen dollar. In 2000 kreeg Amtran daardoor de status Major Carrier van het Amerikaanse ministerie van Transport. Daarnaast plaatste Amtran in 2000 een order voor een nieuwe Boeing 737-800 en Boeing 757-300 om meer vluchten te kunnen leveren vanaf Midway. Nog datzelfde jaar begon ATA vluchten naar Mexico aan te bieden. In 2002 verminderen de vluchten met 20%, mede dankzij de aanslagen van 11 september.
De verwarring die vaak bij de klanten en het publiek ontstond tussen American Trans Air en Airtran Airways werd in 2002 opgelost, door de naam van de Amtran te veranderen in ATA Holdings, Inc. en in 2003 werd American Trans Air ook veranderd in ATA Airlines, Inc. Dit kon ook makkelijk, doordat er altijd al reclame werd gemaakt onder de naam ATA.

### Herstructurering
Chapter 11
Op 27 oktober 2004 werd ATA onder Chapter 11 faillissementsbescherming geplaatst. In december dat jaar sloot ATA met een overeenkomst met Southwest. ATA ruilde 6 gates op Midway Airport en 27% van de aandelen in ruil voor geld en codesharing. Door de samenwerking tussen ATA Airlines en Southwest Airlines kan er tegenwoordig gekozen worden tussen punten voor ATA Travel Awards (ATA's frequentflyerprogramma), of voor Southwest Rapid Rewards.
In het begin van 2005 reduceerde de maatschappij de vluchten van zijn hub in Indianapolis drastisch naar maar drie bestemmingen en verplaatste de vluchten naar Midway Airport om de vluchten van Southwest Airlines goed aan te kunnen vullen. ATA begon zich ook meer te richten op zakenvluchten die niet verzorgd werden door Southwest, zoals San Francisco, Dallas/Fort Worth en New York. Verder begon ATA meer plaats-naar-plaats vluchten te verzorgen die niet naar Midway gingen. Deze gingen naar hubs van Southwest, zoals Las Vegas, Orlando en Phoenix, met verbindingen naar Denver en Hawaï. Er werd gezegd dat de winst van Southwest met bijna 20% was gestegen door de vernieuwingen.
In maart 2005 stopte ATA met Chicago Express en ze verkochten later de activa aan een privé-koper. In een poging om de kosten te drukken, verminderde de maatschappij de vloot met negen Boeing 737-800's en acht Boeing 757-300's, samen met een aantal Boeing 757-200's. Midden in 2005 begon ATA 4 Boeing 737-300's te leasen, die vroeger van United Airlines waren. Verder zouden de overige 757-300's en 737-700's verkocht worden aan Continental Airlines. In oktober 2005 ging het echter niet door, vanwege de staking van werknemers van Boeing. Zij zouden de levering van vliegtuigen erg vertragen. Er werden drie nieuwe vliegtuigen gekocht in november.
Inkrimpingen
Op 13 oktober 2005 maakte ATA bekend een hele reeks van inkrimpingen door te zetten in de aangeboden diensten en stapsgewijs de vluchten naar Boston, Minneapolis-St. Paul en Newark te beëindigen. Verder werden de aangekondigde vluchten naar Miami en Sarasota ook geannuleerd. ATA deed aan codesharing bij Minneapolis en Newark, wat ook werd stopgezet.
Twee weken later, op 1 november 2005, werd een verdere inkrimping aangekondigd. Er werden geen vluchten meer aangeboden naar Denver, San Juan en Indianapolis, de vroegere hub en waar ATA's hoofdkwartier is gevestigd. Op 17 november krijgt het bedrijf toestemming van de rechter om de Ambassasair Travel Club te verkopen aan Grueninger Cruises and Tours. Op 15 december 2005 kondigde ATA aan dat het codesharing met Southwest verder ging doorvoeren. ATA zal dit voortaan ook doen tussen Dallas/Fort Worth International Airport en steden die Southwest verbindt met Chicago.
In januari 2006 kocht Matlin Patterson het bedrijf over na 100 miljoen te hebben geïnvesteerd. Vanaf 28 februari viel ATA niet meer onder Chapter 11 faillissementsbescherming. Vanaf april 2006 gingen er geen vluchten meer tussen Midway Airport en San Francisco, Orlando en Fort Myers. Na deze inkrimpingen had ATA nog maar 18 dagelijkse vluchten vanaf Chicago en 52 wereldwijd. Deze vluchten waren al ver van tevoren aangekondigd, want nu het weer beter ging met ATA, startte ATA vluchten naar Houston Hobby en LaGuardia Airport. Dit waren de eerste vluchten in 2 jaar die werden gestart.
Herstel
Als onderdeel van de groei van ATA werd begonnen met nieuwe vluchten vanaf Oakland, Ontario en Hilo op 28 april 2006. Vervolgens werden de vluchten vanaf San Francisco International Airport verplaatst naar Oakland International Airport om de codesharing te verbeteren. Er werden twee nieuwe vluchten naar Honolulu gestart en een vlucht naar Hilo. ATA was nu de enige maatschappij die rechtstreeks vluchten aanbood tussen Hilo en de Verenigde Staten. Er werd ook een vlucht tussen Ontario en Honolulu gestart, wat ATA de enige maatschappij maakte die die lijn verzorgde.
Faillissement
Op 3 april 2008 staakte de maatschappij alle vluchten, nadat het door met name de gestegen kerosineprijzen opnieuw in de problemen was geraakt.

## Vloot

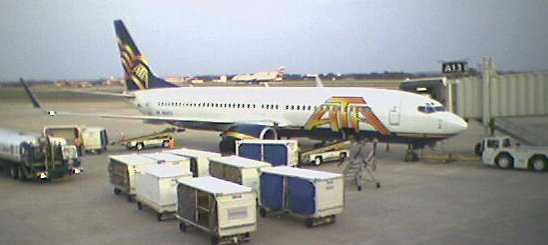
Een Boeing 737-800 van ATA Airlines

De vloot van ATA Airlines bevatte in augustus 2006:
- 3 Boeing 737-300
- 12 Boeing 737-800
- 6 Boeing 757-200
- 4 Boeing 757-300
- 4 Lockheed L-1011 (serie 500)

In augustus 2006 was de leeftijd van de vliegtuigen gemiddeld 9,4 jaar.